# Крістапс Лібетіс
Крістапс Лібетіс (латис. Kristaps Lībietis; 28 травня 1982, Алуксне) — латвійський біатлоніст,  учасник Олімпійських ігор та чемпіонатів світу з біатлону.

## Виступи на Олімпійських іграх
| Рік  | Міце проведення | Інд | Спр | Пр | МС | Ест |
| 2006 | Турин           | 68  | 54  | 54 |    |     |
| 2010 | Ванкувер        | 70  | 64  |    |    | 19  |

## Виступи на Чемпіонатах світу
| Рік  | Міце проведення      | Інд | Спр | Пр | МС | Ест | ЗМ |
| 2004 | Обергоф              | 72  |     |    |    |     |    |
| 2005 | Гохфільцен           | 92  |     |    |    |     |    |
| 2007 | Антхольц-Антерсельва | 71  |     |    |    |     |    |
| 2008 | Естерсунд            | 50  | 65  |    |    |     |    |
| 2009 | Пхьончхан            | 77  | 74  |    |    |     | 17 |

## Кар'єра в Кубку світу
- Дебют в кубку світу — 10 січня 2001 року в естафеті в Рупольдінзі — 15 місце.
- Перше попадання в залікову зону — 3 грудня 2008 року в індивідуальній гонці в Естерсунді — 37 місце.

## Загальний залік в Кубку світу
- 2008—2009 — 104-е місце (4 очки)

## Статистика стрільби
| № п/п | Сезон     | Загальна        | Індивідуальна гонка | Спринт        | Гонка переслідування | Мас-старт  | Естафета      |
| ----- | --------- | --------------- | ------------------- | ------------- | -------------------- | ---------- | ------------- |
| 1     | 2005-2006 | 79,9% (111/139) | 86,7% (52/60)       | 83,3% (25/30) | 70,0% (14/20)        | 0,0% (0/0) | 69,0% (20/29) |
| 2     | 2006-2007 | 80,2% (105/131) | 82,5% (33/40)       | 86,0% (43/50) | 0,0% (0/0)           | 0,0% (0/0) | 70,7% (29/41) |
| 3     | 2007-2008 | 72,4% (118/163) | 70,0% (42/60)       | 80,0% (48/60) | 0,0% (0/0)           | 0,0% (0/0) | 65,1% (28/43) |
| 4     | 2008-2009 | 86,4% (178/206) | 87,5% (70/80)       | 85,0% (68/80) | 0,0% (0/0)           | 0,0% (0/0) | 87,0% (40/46) |
| 5     | 2009-2010 | 82,3% (135/164) | 87,5% (35/40)       | 85,0% (51/60) | 0,0% (0/0)           | 0,0% (0/0) | 76,6% (49/64) |

## Виноски
1. ↑  В дужках наведена кількість влучних пострілів та загальна кількість пострілів. В статистиці стрільби рахуються постріли, які здійснив біатлоніст на етапах кубка світу та чемпіонаті світу